# 里什朗什
里什朗什（法語：Richerenches，法語發音：[ʁiʃʁɑ̃ʃ]）是法国普罗旺斯-阿尔卑斯-蓝色海岸大区沃克吕兹省的一个市镇，属于阿维尼翁区。

## 地理
里什朗什（44°21'34"N, 4°54'45"E）面积10.96 平方千米，位于法国普罗旺斯-阿尔卑斯-蓝色海岸大区沃克吕兹省，该省份为法国东南部内陆省份，北起德龙省，西北接阿尔代什省，西接加尔省，南至罗讷河口省，东南角与瓦尔省接壤，东临上普罗旺斯阿尔卑斯省。
与里什朗什接壤的市镇（或旧市镇、城区）包括：拉博姆德特朗西特、科隆泽勒、洛宗河畔蒙塞居尔、格里永、瓦尔雷阿斯、维桑。

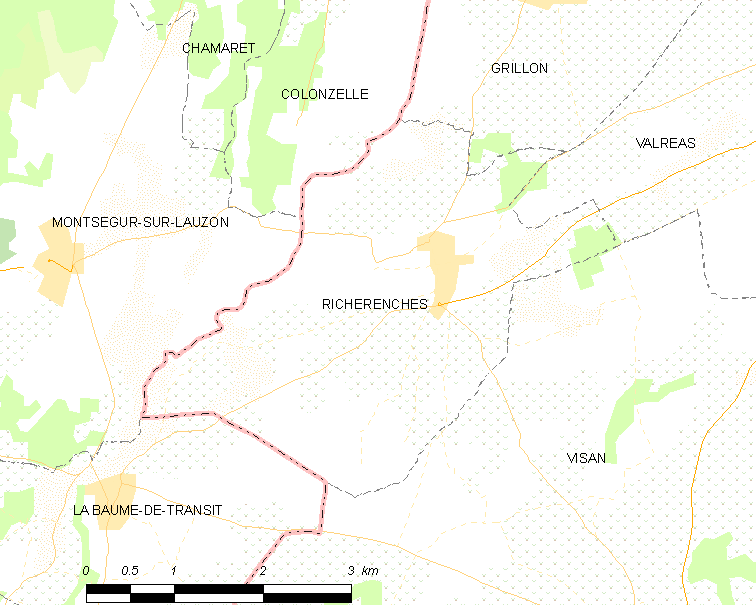
里什朗什的OSM定位图

里什朗什的时区为UTC+01:00、UTC+02:00（夏令时）。

## 行政
里什朗什的邮政编码为84600，INSEE市镇编码为84097。

## 政治
里什朗什所属的省级选区为瓦尔雷阿斯县。

## 人口

1962-2008年间里什朗什人口变化图示

里什朗什于2022年1月1日时的人口数量为539人。